# Кастелно сир Гипи
Кастелно сир Гипи (фр. Castelnau-sur-Gupie) насеље је и општина у југозападној Француској у региону Аквитанија, у департману Лот и Гарона која припада префектури Марманд.
По подацима из 2011. године у општини је живело 832 становника, а густина насељености је износила 54,63 становника/km². Општина се простире на површини од 15,23 km². Налази се на средњој надморској висини од 100 метара (максималној 129 m, а минималној 28 m).

## Демографија
| 1962. | 1968. | 1975. | 1982. | 1990. | 1999. | 2011. |
| ----- | ----- | ----- | ----- | ----- | ----- | ----- |
| 506   | 512   | 508   | 550   | 627   | 681   | 832   |

График промене броја становника у току последњих година